# Anthurium acutissimum
Anthurium acutissimum Engl., 1898 è una pianta della famiglia delle Aracee, endemica dell'Ecuador.